# Aleksander Chudek
Aleksander Chudek (ur. 17 sierpnia 1914 w Stoczku, zm. 23 czerwca 1944 w Le Plessis-Grimoult we Francji) – chorąży pilot Polskich Sił Powietrznych w Wielkiej Brytanii, chorąży (ang. Warrant Officer) Królewskich Sił Powietrznych, as myśliwski.

## Życiorys
Syn Feliksa i Ludwiki z domu Cymerman. Ukończył szkołę powszechną, następnie pracował w zakładzie ślusarsko-mechanicznym swego wuja. Około 1935 roku został powołany do odbycia służby wojskowej. Otrzymał przydział do 1 pułku lotniczego w Warszawie, gdzie ukończył kurs pilotażu, a następnie przeszedł szkolenie pilotażu myśliwskiego. Później przez pewien czas służył w 114 eskadrze myśliwskiej. W kampanii wrześniowej nie brał udziału. 
Po 17 września przedostał się przez Rumunię do Francji. 27 czerwca 1940 roku przedostał się z Francji do Wielkiej Brytanii. Wstąpił do RAF, otrzymał numer służbowy 783023. Po krótkim kursie w 1 Polish Flying Training School (PFTS) został przydzielony do go jednostki rozprowadzania samolotów 4 Ferry Pilots Pool stacjonującej w Kemble w charakterze pilota rozprowadzającego nowe lub wyremontowane samoloty na lotniska w całej Anglii.
W czerwcu 1941 roku został przeniesiony do jednostki 55 Operational Training Unit (OTU), gdzie rozpoczął szkolenie bojowe na samolotach Hawker Hurricane. Szkolenie ukończył w końcu lipca 1941 roku i został skierowany do 315 dywizjonu myśliwskiego, gdzie przeszkolił się w pilotażu nowo otrzymanych samolotów Supermarine Spitfire II. Jako pilot tej jednostki zestrzelił 5 samolotów niemieckich.
W dwa tygodnie po przybyciu do 315 dywizjonu zestrzelił pierwszy samolot wroga Messerschmitt Bf 109. W lipcu 1943 na 3 miesiące został oddelegowany do 303 dywizjonu, gdzie odniósł dalsze 4 zwycięstwa. 29 sierpnia zestrzelił dwa Bf 109 i pomimo odniesionych ran oraz ciężkiego uszkodzenia jego maszyny zdołał powrócić do Anglii.
3 listopada 1942 roku zakończył turę lotów bojowych i, w ramach odpoczynku, został przeniesiony do 58 OTU w Grangemouth, gdzie służył w charakterze instruktora. 13 maja 1943 roku powrócił do latania operacyjnego w 315 dywizjonie i służył w nim, z krótkimi przerwami, do 13 marca 1944. Po trzech miesiącach przerwy został ponownie przydzielony do 303 dywizjonu. 23 czerwca 1944 na samolocie Spitfire IX wystartował do kolejnego lotu nad Normandię. Nigdy z niego nie powrócił. Początkowo przypuszczano, że jego samolot wpadł do morza, jednak w 2009 roku ustalono, że miejscem upadku była Normandia, pomiędzy miejscowościami Le Plessis-Grimoult i Roucamps.
23 czerwca 2009 w miejscowości Le Plessis-Grimoult, nad którą 65 lat wcześniej został zestrzelony jego Spitfire IX, odsłonięto pomnik poświęcony chorążemu.

## Zwycięstwa powietrzne
Na liście Bajana zajmuje 12. pozycję z wynikiem 9 zestrzeleń pewnych, 1 prawdopodobne i 1 uszkodzenie.
Zestrzelenia pewne:
- Bf 109 – 14 sierpnia 1941 (pilotował Spitfire II, PK-E nr P8563)
- 2 x Bf 109 – 29 sierpnia 1941 (pilotował Spitfire II, PK-E nr P8563)
- Fw 190 – 27 września 1941 (pilotował Spitfire V, PK-B nr AB913)
- Fw 190 – 21 października 1941 (pilotował Spitfire V, PK-K nr AD134)
- 2 x Fw 190 – 17 sierpnia 1943 (pilotował Spitfire IX, RF-M nr BS451)
- Fw 190 – 6 września 1943 (pilotował Spitfire IX, RF-E nr MA299)
- Fw 190 – 23 września 1943 (pilotował Spitfire IX, RF-E nr MA299)

Zestrzelenia prawdopodobne:
- Bf 109 – 16 września 1941 (pilotował Spitfire V, PK-H nr AB892)

Uszkodzenia:
- Bf 109 – 14 sierpnia 1941 (pilotował Spitfire II, PK-E nr P8563)

## Awanse
- Warrant Officer (październik 1943)

## Ordery i odznaczenia
- Krzyż Srebrny Orderu Virtuti Militari
- Krzyż Walecznych – czterokrotne (28 października 1941)
- brytyjskie Distinguished Flying Medal (12 grudnia 1943 przez AVM L. O. Brown, dowódca 84 Grupy RAF)[4]